# Параданса
Параданса (порт. Paradança)  —  район (фрегезия) в Португалии,  входит в округ Вила-Реал. Является составной частью муниципалитета  Мондин-де-Башту. По старому административному делению входил в провинцию Траз-уж-Монтиш и Алту-Дору. Входит в экономико-статистический  субрегион Тамега, который входит в Северный регион. Население составляет 373 человека на 2001 год. Занимает площадь 8,09 км².